# Fox Sports Latinoamérica
Fox Sports Latinoamérica è una televisione via cavo che trasmette sport in America Latina 24 ore al giorno in lingua spagnola. Fox Sports è una divisione di Fox Latin American Channels, che a sua volta fa parte del Gruppo Murdoch. Concorrente in campo mondiale della ESPN tra i network sportivi, Fox Sports è il canale sportivo più seguito in America Latina.
La programmazione iniziò nel 1995 con un blocco di programmi sportivi su Fox Broadcasting Company per l'America Latina, dove venivano offerte le migliori partite della NFL. L'anno seguente Fox Latin American Channels comprò il canale sportivo Prime Deportiva per poi cambiare il nome a Fox Sports Américas e successivamente, nel febbraio del 1999, in Fox Sports.
Durante la Coppa del Mondo FIFA 2010 e la Copa América 2011, Fox Sports prese il nome di Fox Sports Central modificando la propria programmazione regolare e dedicandosi quasi esclusivamente ai due tornei, con interviste, conferenze stampa, dibattiti e risultati in diretta dei due tornei, nonostante il canale non avesse i diritti per trasmettere le partite in diretta.
Nel 2009 fu lanciato un secondo canale, Fox Sports+, che prese poi il nome di Fox Sports 2, e nel 2012 nacque Fox Sport 3, versione Latinoamericana di SPEED Channel, in gran parte dedicata agli sport motoristici.

## Fox Sport
Il canale trasmette in lingua spagnola ed è disponibile in tutta l'America Latina; dal 2012 trasmette anche in portoghese in Brasile, tramite Fox Sport (Brasile).
Tra i vari eventi include la Copa Libertadores, la Copa Sudamericana, la Formula 1, la UEFA Champions League, l'Europa League, la Serie A italiana, la Primera División de México, la Primera División argentina (tranne che per l'Argentina, e solo alcune partite), la Coppa del mondo per club FIFA, i tornei di tennis dell'ATP e la NFL.
In Cile, tutti questi eventi possono essere visti solo su Fox Sports Premium; il segnale di trasmissione segue quello della stessa programmazione di Fox Sports Cono Sud 24 ore al giorno.
La gestione è suddivisa in Cono Norte e Cono Sur: il Cono Norte è di differente contenuto rispetto al segnale proveniente dal Cono Sud, poiché gli impianti di produzione si trovano a Città del Messico, mentre il centro di produzione del Cono Sur si trova a Buenos Aires, in Argentina.
Cono Norte e Cono Sur sono ulteriormente divisi in cinque zone:
- Zona 1 (Cono Norte): Messico.
- Zona 2 (Cono Norte): Venezuela, America Centrale e Caraibi.
- Zona 3 (Cono Sur): Argentina.
- Zona 4 (Cono Sur): Paraguay e Uruguay.
- Zona 5 (Cono Sur): Bolivia, Cile, Colombia, Ecuador e Perù.

## Fox Sports 2
Nato nel 2009 con il nome di Fox Sports+ con programmazione dal martedì al giovedì in concomitanza delle partite della UEFA Champions League ed Europa League, a partire dal 5 novembre 2012 il canale è stato rinominato in Fox Sports 2 ed è diventato anch'esso un canale che trasmette 24 ore al giorno in tutta l'America Latina.
Le zone di programmazione sono così suddivise:
- Zona 1: Messico e l'America Centrale.
- Zona 2: Cile, Colombia, Ecuador, Perù, Paraguay, Uruguay, Bolivia e Venezuela.
- Zona 3: Argentina.

## Fox Sports 3
Disponibile dal 5 novembre 2012, Fox Sports 3 ha sostituito SPEED Channel nella sua versione latinoamericana. La programmazione è gestita e distribuita dal Messico e prevede in particolare sport motoristici, sport da combattimento (boxe) e sport estremi, tuttavia, quando gli eventi calcistici sono particolarmente frequenti e non entrano nella programmazione di Fox Sports e Fox Sports 2, sono previste alcune partite della Champions League, dell'Europa League, e della serie A italiana.